# Martin Moynihan
Martin Humphrey Moynihan (* 5. Februar 1928 in Chicago; † 3. Dezember 1996 in Albi) war ein US-amerikanischer Verhaltensforscher, Evolutionsbiologe und Ornithologe. Er war Begründer und langjähriger Leiter des Smithsonian Tropical Research Institute in Panama.

## Leben
Moynihan wurde am 5. Februar 1928 in Chicago geboren. In seiner Jugend reiste er mit seiner Mutter weit in Europa umher und erwarb sich sehr gute Französischkenntnisse. Mit 15 Jahren besuchte er die Horace Mann School in New York City. Bei Besuchen im American Museum of Natural History begann er sich für die Ornithologie zu begeistern und lernte dort bald Ernst Mayr kennen. Dieser nahm ihn unter seine Fittiche und bereits mit 18 Jahren verfasste Moynihan seine erste wissenschaftliche Arbeit. Sein Grundstudium in Biologie an der Princeton University musste er wegen des Wehrdienstes im Koreakrieg unterbrechen, konnte es aber noch 1950 mit summa cum laude abschließen. Darauf begab er sich nach Oxford, wo  er nicht wie beabsichtigt bei David Lack studieren konnte, sondern in die verhaltensbiologische Forschungsgruppe um Nikolaas Tinbergen aufgenommen wurde, zu der auch spätere Berühmtheiten wie Desmond Morris und Aubrey Manning gehörten. Hier beschäftigte er sich erstmals ausführlich mit Möwen.
Nach seiner Promotion arbeitete er als Post-Doktorand in Harvard und Cornell und unternahm weite Reisen, auf denen er weitere Studien an Möwen betrieb. Diese fasste er 1959 in seiner Abhandlung zur Neuordnung der Laridae (A Revision of the Family Laridae (Aves)) zusammen. 1962 folgte eine weitere Veröffentlichung über das Verhalten südamerikanischer und pazifischer Möwenarten. In späteren Projekten beschäftigte er sich mit Kopffüßern und Neuweltaffen. Charakteristisch für Moynihans wissenschaftliche Veröffentlichungen sind die eigenwilligen, schwarzweißen Illustrationen, die er selbst – teils bei seinen Feldstudien – mit Feder und Tusche anfertigte. Sie zeigen in künstlerischem, skizzenhaft-lockerem Duktus Körperhaltungen und Merkmalsstudien der untersuchten Arten.
Moynihan stand mit Ernst Mayr, Charles Sibley und Eugene Eisenmann in regem Kontakt. Ihr Einfluss führte dazu, dass er 1957 von der Smithsonian Institution  als Forschungsleiter auf der Insel Barro Colorado in der damaligen Panamakanalzone beschäftigt wurde. Auf dieser mit tropischem Regenwald bestandenen, künstlichen Kanalinsel hatten bereits der Ornithologe Frank Chapman, der Primatologe Clarence Ray Carpenter, sowie der Entomologe Theodore Christian Schneirla geforscht. 1946 war sie vom Smithsonian übernommen worden, die Forschungstätigkeit fiel in den Folgejahren aber eher dürftig aus. Moynihan lud zunächst befreundete Wissenschaftler von den Universitäten Oxford, Harvard und Cornell für kurze Besuche ein, stellte aber bald fest, dass eine feste Belegschaft vonnöten sein würde und bekam bald weitere Mitarbeiterstellen bewilligt. In den 17 Jahren seiner Leitung baute er das Smithsonian Tropical Research Institute zur angesehenen Forschungseinrichtung aus.
1974 gab Moynihan seinen Posten in Panama auf. Er heiratete die Anthropologin Olga Linares und kaufte sich einen Bauernhof in Frankreich, auf dem er Fasanen hielt und studierte. Zudem reiste er in den Senegal, wo seine Frau als Wissenschaftlerin tätig war, und er selbst Untersuchungen an Racken betrieb. Eine Arbeit über das Verhalten der Opalracke veröffentlichte er 1990. In Afrika zog sich Moynihan verschiedene Tropenkrankheiten zu, die ihm auf Dauer gesundheitlich stark zusetzten. Er starb am 3. Dezember 1996 in einer Klinik unweit seines Hofes in Frankreich an Lungenkrebs.

## Werke (Auswahl)
- Some aspects of reproductive behavior in the black-headed gull (Larus ribibundus ribibundus L.) and related species. Behavior Supplement 4, S. 1–201, 1955
- A Revision of the Family Laridae (Aves), American Museum Novitates Nr. 1928, American Museum of Natural History, New York 1959, PDF
- Hostile and sexual behaviour patterns of South American and Pacific Laridae, Behavior Supplement 8, 1962
- The New World primates: adaptive radiation and the evolution of social behavior, languages, and intelligence, Princeton University Press, Princeton 1976.
- Geographic variation in social behavior and in adaptations to competition among Andean birds, Nuttall Ornithological Club, Cambridge (Massachusetts) 1979
- The behavior and natural history of the Caribbean reef squid, Sepioteuthis sepioidea: with a consideration of social, signal, and defensive patterns for difficult and dangerous environments, mit Arcadio F. Rodaniche, Paul Parey, Berlin 1982
- Communication and noncommunication by cephalopods, Indiana University Press, Bloomington 1985
- Social, sexual, and pseudosexual behavior of the blue-bellied roller, Coracias cyanogaster: the consequences of crowding or concentration, Smithsonian Institution Press, Washington 1990
- The social regulation of competition and aggression in animals, Smithsonian Institution Press, Washington 1998, ISBN 1-56098-788-X